# Heliconius hecuba
Espèce
Heliconius  hecuba est une espèce de papillons, plus précisément d'insectes lépidoptères, appartenant à la famille des Nymphalidae, à la sous-famille des Heliconiinae et au genre Heliconius.

## Taxinomie
Heliconius  hecuba a été décrit par William Chapman Hewitson en 1858.

### Sous-espèces
- Heliconius hecuba hecuba; présent en Colombie.
- Heliconius hecuba bonplandi Neukirchen, 1991; présent en Équateur.
- Heliconius hecuba cassandra C. & R. Felder, 1862; présent en Colombie.
- Heliconius hecuba choarina Hewitson, 1872; présent en Équateur.
- Heliconius hecuba creusa H. & R. Holzinger, 1989; présent en Colombie.
- Heliconius hecuba crispus Staudinger, 1885; présent en Colombie.
- Heliconius hecuba flava Brown, 1979; présent en Équateur.
- Heliconius hecuba lamasi Neukirchen, 1991; présent en Équateur.
- Heliconius hecuba salazari Neukirchen, 1993; présent en Colombie.
- Heliconius hecuba tolima Fassl, 1912; présent en Colombie.
- Heliconius hecuba walteri Salazar, 1998; présent en Colombie[1],[2].

## Description
Heliconius  hecuba est un grand papillon d'une envergure de 70 mm à 81 mm au corps fin et aux longues ailes antérieures allongées à l'apex arrondi et au bord externe légèrement concave.
Le dessus est de couleur noire, les ailes antérieure sont ornées d'une ligne submarginale de petites taches blanches et d'un groupe de taches blanches formant une courte bande depuis le bord costal, les ailes postérieures sont ornées d'une ligne submarginale de taches ovales blanches proches mais séparées les unes des autres formant une bande.
Le revers présente la même ornementation avec en plus aux ailes postérieures une double bande orange cuivré.

## Biologie

### Plantes hôtes
Les plantes hôtes de sa chenille sont des Passifloraceae, des Granadilla ( Simplicifoliae, Lobatae et Kermesinae).

## Écologie et distribution
Heliconius hecuba est présent en Colombie et en Équateur,.

### Biotope
Heliconius  hecuba réside en altitude entre 1 000 m et 2 400 m dans la canopée de la forêt tropicale humide,.

## Protection
Pas de statut de protection particulier.